# Розклад занять
Розклад занять — документ, що регламентує трудовий ритм і впливає на творчу віддачу вчителів (викладачів); розглядається як фактор оптимізації навчального процесу.

## Проблема укладання розкладу вищих навчальних закладів
Проблема складання розкладу полягає у встановленні послідовності зустрічей викладачів і студентів у заздалегідь заданий проміжок часу (як правило, протягом тижня), з урахуванням задоволення низки обмежень різного характеру.
Складання розкладу вручну, зазвичай, вимагає дуже багато часу. При цьому, у зв'язку з надзвичайною складністю урахування всіх обмежень, остаточне рішення може виявитися незадовільним. Тому велику увагу приділяють автоматизації складання розкладу. В літературі пропонується значна кількість різних варіантів розв'язання проблеми, що відрізняються один від одного типами навчальних закладів і видами обмежень.

## Типи розкладів занять вищих навчальних закладів
В основному виділено три основні типи розкладів:
- загальноінститутський розклад — щотижневий розклад для всіх аудиторій, що виключає одночасну присутність викладача у двох аудиторіях, і навпаки;
- розклад дисциплін — щотижневий розклад усіх лекцій з множини університетських дисциплін, що мінімізує накладання лекцій, які мають відвідувати одні й ті ж самі студенти;
- розклад сесії — розклад екзаменів з множини університетських дисциплін, що виключає накладання екзаменів з дисциплін, які вивчаються одними й тими ж самими студентами, і що максимально продовжує термін складання іспитів студентами[1].

## Актуальність задачі укладання розкладів
Основною задачею при складанні розкладу занять є планування і забезпечення методично правильного процесу вивчення усіх навчальних дисциплін навчального плану: їх взаємозв'язки, правильна послідовність і чергування усіх форм навчальної роботи з дисциплін на базі врахування можливостей студентів зі сприйняття і переробки навчальної інформації.

## Методи розв'язання
Існує багато класичних методів розв'язання задачі складання розкладу. Метод імітації випалювання та алгоритм розфарбовування графу, попри зовнішню простоту, можуть виявитися цілком ефективними для складання лише невеликих розкладів. При реалізації алгоритму, що базується на принципах імітаційного моделювання, обмежується можливість застосування розробленої системи в інших ВНЗ, крім того, знадобиться вносити істотні зміни в алгоритм при незначних внутрішніх змінах у ВНЗ.